# Vinzenz Geiger
Vinzenz Geiger (* 24. Juli 1997 in Oberstdorf, Bayern) ist ein deutscher Nordischer Kombinierer. Er startet für den SC 1906 Oberstdorf. Geiger wurde bei den Olympischen Winterspielen 2018 Olympiasieger im Mannschaftswettbewerb mit dem deutschen Team sowie bei den Olympischen Winterspielen 2022 Olympiasieger im Gundersen-Einzel von der Normalschanze. In der Saison 2024/2025 gewann er den Gesamtweltcup.

## Werdegang
Geiger in der Jugend
Geiger, der für den Skiclub Oberstdorf startet, spielte als Kind Fußball und stand bereits als Dreijähriger auf Alpinskiern. Erst im Alter von acht Jahren wurde er durch einen Cousin auf das Skispringen aufmerksam. Zur Nordischen Kombination wechselte er erst weitere vier Jahre später, als er mit dem Langlauftraining begann. Seine ersten Wettkämpfe absolvierte er im DSV-Schülercup, bei dem er im Februar 2009 in Johanngeorgenstadt seinen ersten Kombinationssieg feiern konnte. Seine ersten internationalen Erfolge im Jugendbereich stellten sich bei den Nordischen Skispielen der OPA 2012 in Žiri und Pokljuka ein, als er die Bronzemedaille im Schüler Einzel nach der Gundersen-Methode holte. Im Teamwettbewerb wurde er zudem Achter. In den folgenden Jahren diente der Alpencup der Nordischen Kombination als wichtigste Wettkampfserie zum Leistungsvergleich. Sein Debüt im Alpencup gab er am 29. September 2012 im heimischen Oberstdorf, wo er den 50. Platz belegte und noch deutlich hinter den Punkterängen zurückblieb. Bei den deutschen Jugendmeisterschaften 2013 in Baiersbronn gewann Geiger sowohl im Gundersen Einzel über zehn als auch über fünf Kilometer die Silbermedaille. Im Oktober nahm er zudem zum ersten Mal an den deutschen Meisterschaften teil und sammelte als 27. im Einzel sowie als 16. im Teamsprint wichtige Erfahrungen. Am zweiten Wettkampfwochenende der Alpencup-Saison 2013/14 erreichte er in Oberwiesenthal als Sechzehnter erstmals die Punkteränge. Im Februar 2014 kam er als Sechster in Kranj erstmals unter die besten Zehn. Bei den Nordischen Skispielen der OPA 2014 im französischen Gérardmer wurde Geiger im Jugend Einzel Zweiter, ehe er unter anderem gemeinsam mit Justin Moczarski in der 4 × 3,3-km-Staffel den Sieg errang. Eine Leistungssteigerung vollzog sich in der Saison 2014/15. So verbesserte er sich bei den deutschen Meisterschaften in Hinterzarten auf den vierzehnten Platz im Einzel sowie gemeinsam mit Wolfgang Bösl auf Rang sechs im Teamsprint. Nachdem Geiger im Alpencup konstant unter den besten Zehn zu finden war, gab er am 24. Januar 2015 in Planica sein Continental-Cup-Debüt. Dabei gelangen ihm als Fünfzehnter im Gundersen Einzel von der Großschanze auf Anhieb die ersten Punktgewinne. Dennoch wurde er im weiteren Saisonverlauf wieder im Juniorenbereich eingesetzt, wo er zum Saisonabschluss des Alpencups in Chaux-Neuve den zweiten Rang erreichte und somit seine erste Podestplatzierung in dieser Wettkampfserie erzielte.
Die ersten Schritte und Erfolge bei den Herren
Bei den deutschen Meisterschaften 2015 in Oberstdorf wurde Geiger Siebter im Einzel und gewann darüber hinaus als Dritter im Teamsprint seine erste nationale Medaille. Daraufhin debütierte Geiger am 4. September in Oberstdorf im Grand Prix, der höchsten Wettkampfserie im Sommer. Nachdem er am ersten Wettkampftag den 20. Platz belegte, stieß er tags darauf als Achter in die Top 10 vor. Diese Form bestätigte er eine Woche später mit dem Gewinn seines ersten Alpencup-Wettbewerbs in Winterberg. Zum Auftakt in den Winter 2015/16 wurde Geiger zunächst in den Weltcup-Kader für die beiden Rennen im norwegischen Lillehammer berufen. Bei seinem Debüt verpasste er noch knapp die Punkteränge, erreichte diese aber als 18. beim zweiten Wettbewerb von der Normalschanze. Im weiteren Saisonverlauf wurde er überwiegend in den niedrigeren Wettkampfserien eingesetzt, in denen er sich mit vorderen Platzierungen erneut für das Weltcup-Team empfahl. So errang er bei den vorweihnachtlichen Alpencup-Wettkämpfen in Seefeld zwei Siege und auch im Continental Cup gehörte Geiger konstant zu den besten Athleten. Im Februar lief er zunächst in Planica erstmals aufs Podest, ehe er in der Ramsau seine ersten beiden Continental-Cup-Siege feiern konnte. Sein Leistungsvermögen stellte er auch bei den als Saisonhöhepunkt geltenden Nordischen Junioren-Skiweltmeisterschaften 2016 im rumänischen Râșnov unter Beweis, als er hinter Bernhard Flaschberger den zweiten Platz im Gundersen Einzel belegte und auch gemeinsam mit Martin Hahn, Tim Kopp und Terence Weber die Silbermedaille im Team gewann. Darüber hinaus war er als Siebter im Sprint auch beim zweiten Einzelwettbewerb in der Weltspitze der Junioren zu finden. Die Saison schloss er als Siebter in der Continental-Cup-Gesamtwertung sowie auf dem 51. Platz im Gesamtweltcup ab.

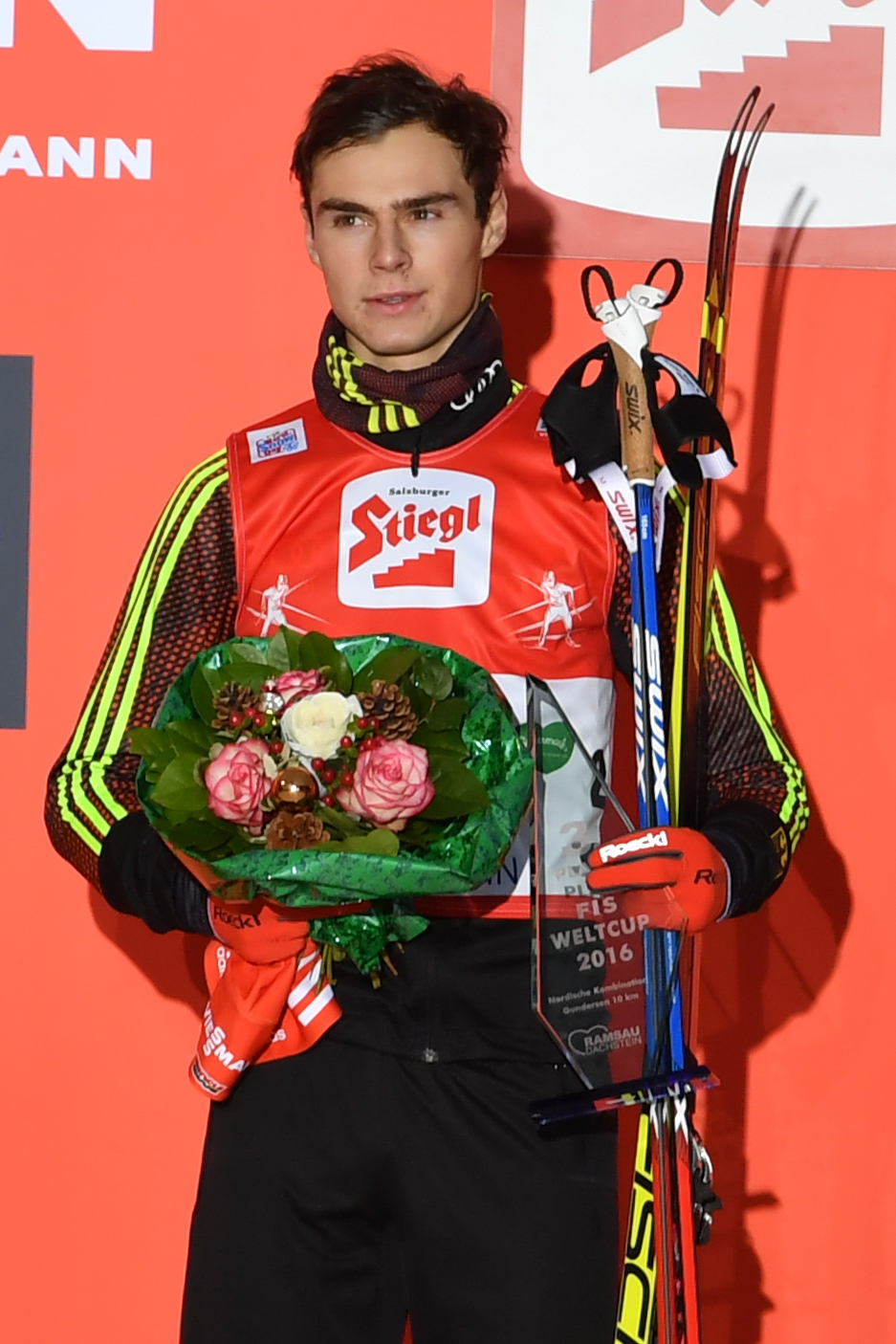
Geiger beim Weltcup 2016 in Ramsau

Im Sommer 2016 trat Geiger bei allen Wettkämpfen des Grand Prix an und kämpfte dabei jeweils um einen Platz unter den besten Dreißig. Letztlich belegte er in der Gesamtwertung den 36. Platz. Erfolgreicher verliefen die Wettkämpfe der deutschen Meisterschaften in Oberhof, wo er Siebter bei den Herren sowie deutscher Juniorenmeister wurde. Darüber hinaus erreichte er im Teamsprint den fünften Rang. In der Saison 2016/17 war Geiger, der sich durch seine Leistungen bei den Juniorenweltmeisterschaften ein persönliches Startrecht gesichert hatte, den gesamten Winter im deutschen Weltcup-Team. Bereits zum Saisonauftakt setzte sich der Oberstdorfer in den Punkterängen des Weltcup fest, als er als Elfter und Siebter in Ruka vordere Platzierungen erzielte. Nachdem er diese Leistungen in Lillehammer bestätigte, platzierte er sich am dritten Wettkampfwochenende in der Ramsau als Dritter hinter Eric Frenzel und Fabian Rießle erstmals auf dem Weltcup-Podest. Diesem Erfolg folgten einige schwächere Wochen, in denen er mit seiner Sprungleistung kämpfte. Dennoch konnte er rechtzeitig zu den Juniorenweltmeisterschaften 2017 in Soldier Hollow wieder an seine Form vom Saisonbeginn anknüpfen. Zwar blieb Geiger als Siebter im Gundersen Einzel über zehn Kilometer sowie als Fünfter mit dem Team zunächst ohne Medaillen, doch konnte er beim Sprint die beste Sprungleistung zeigen und sich anschließend mit der viertbesten Laufzeit den Junioren-Weltmeistertitel vor Arttu Mäkiaho und Laurent Muhlethaler sichern. Im Anschluss ging er erneut im Weltcup an den Start, in dem er in Oslo den 19. Platz belegte sowie zum Saisonabschluss beim Schwarzwaldpokal in Schonach als Achter zum wiederholten Male unter die besten Zehn lief. Damit schloss er die Saison auf Rang 20 in der Gesamtweltcupwertung ab.
Geiger bei den Olympischen Winterspielen 2018 in Pyeongchang

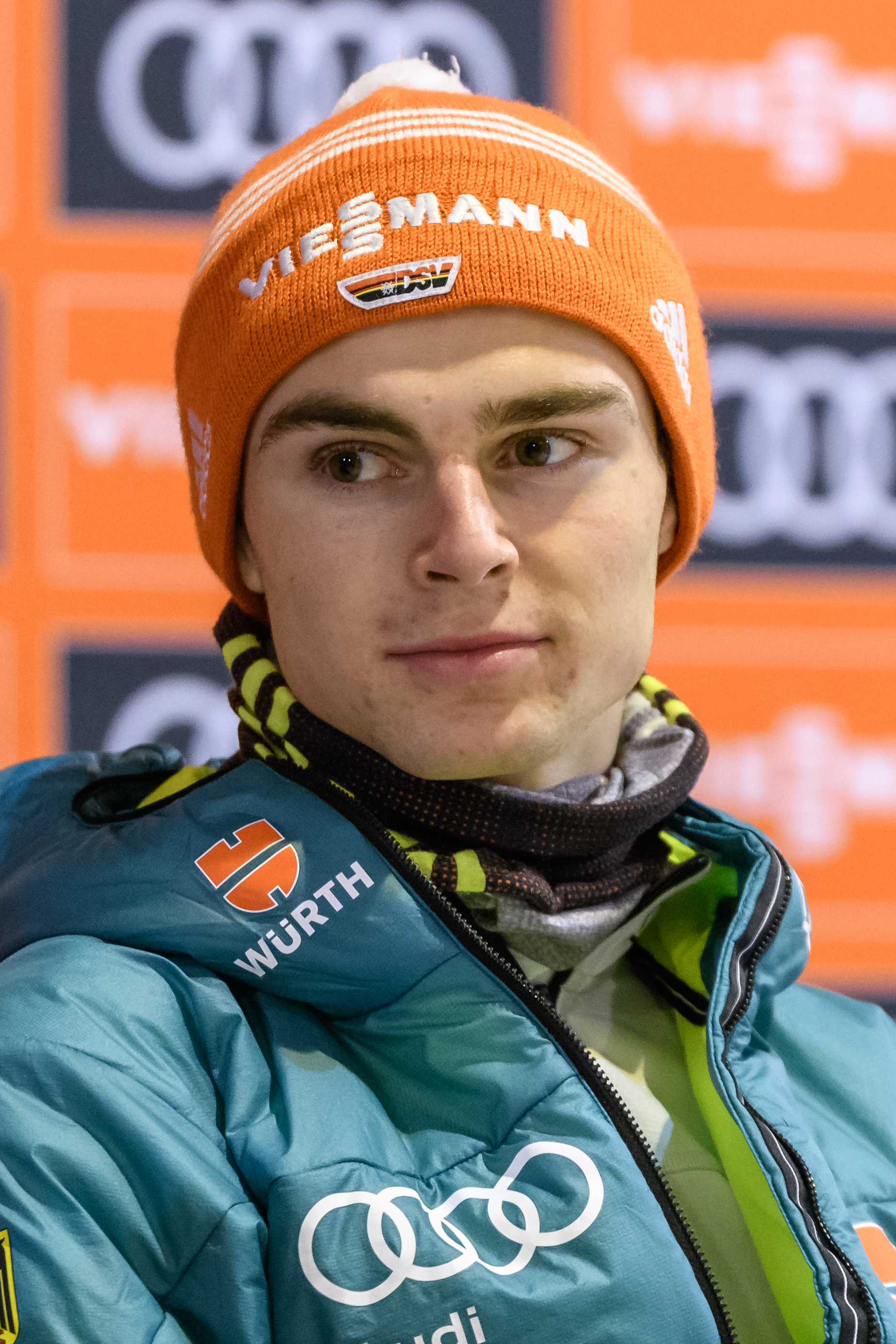
Geiger 2018 in Seefeld

Ähnlich wie im Vorjahr konnte er im Grand Prix, der in der Vorbereitungsphase auf den Winter stattfand, seine Spitzenleistungen noch nicht abrufen. Zwar lief er gemeinsam mit Jakob Lange beim Teamsprint in Oberwiesenthal auf den dritten Rang, doch blieb er in den Einzelwettbewerben den vorderen Plätzen meist fern. Nur zum Abschluss in Oberstdorf konnte er als Zehnter überzeugen. Bei den deutschen Meisterschaften in Klingenthal verpasste er als Vierter nur um zwölf Sekunden seine erste Einzelmedaille. Gemeinsam mit Johannes Rydzek wurde er zudem Zweiter im Teamsprint. In der Weltcup-Saison 2017/18 stand er beim Staffelwettbewerb in Lillehammer gemeinsam mit Eric Frenzel, Johannes Rydzek und Fabian Rießle als Zweiter erstmals im Team auf dem Podest. In der Ramsau erzielte er Mitte Dezember als Vierter und Siebter seine ersten Top-10-Resultate der Saison. Am ersten Wettkampfwochenende 2018 gewann Geiger gemeinsam mit Eric Frenzel im Teamsprint erstmals einen Wettkampf im Weltcup. Dabei besiegte er Johannes Rydzek im Zielsprint um 0,7 Sekunden und verwies so das andere deutsche Team auf den zweiten Rang. Auch beim zweiten Staffelwettbewerb der Saison in Chaux-Neuve erhielt Geiger den Vorzug vor Björn Kircheisen. Wie in Lillehammer blieben die Deutschen hinter den Norwegern zurück und belegten den zweiten Rang. Diesen erreichte Geiger auch am zweiten Wettkampftag des Nordic Combined Triples in Seefeld, ehe er tags darauf das Wochenende auf dem vierten Rang abschloss. Bei den Olympischen Spielen 2018 in Pyeongchang wurde Geiger im Gundersen Einzel von der Normalschanze Neunter und verbesserte sich eine Woche später beim Einzel von der Großschanze und über zehn Kilometer auf den siebten Rang. Seinen bis dato größten Erfolg feierte er im Teamwettbewerb, den er gemeinsam mit Fabian Rießle, Eric Frenzel und Johannes Rydzek gewann und so Olympiasieger wurde. Geiger ist damit nach Thomas Müller und Johannes Rydzek der dritte Olympiasieger seines Vereins. Im Anschluss an den Saisonhöhepunkt feierte Geiger hinter Johannes Rydzek eine weitere Weltcup-Podiumsplatzierung bei den Skispielen in Lahti. Im Gesamtweltcup belegte er als viertbester Deutscher den zwölften Rang.
Weltcupsiege im Einzel und Etablierung in der Weltspitze

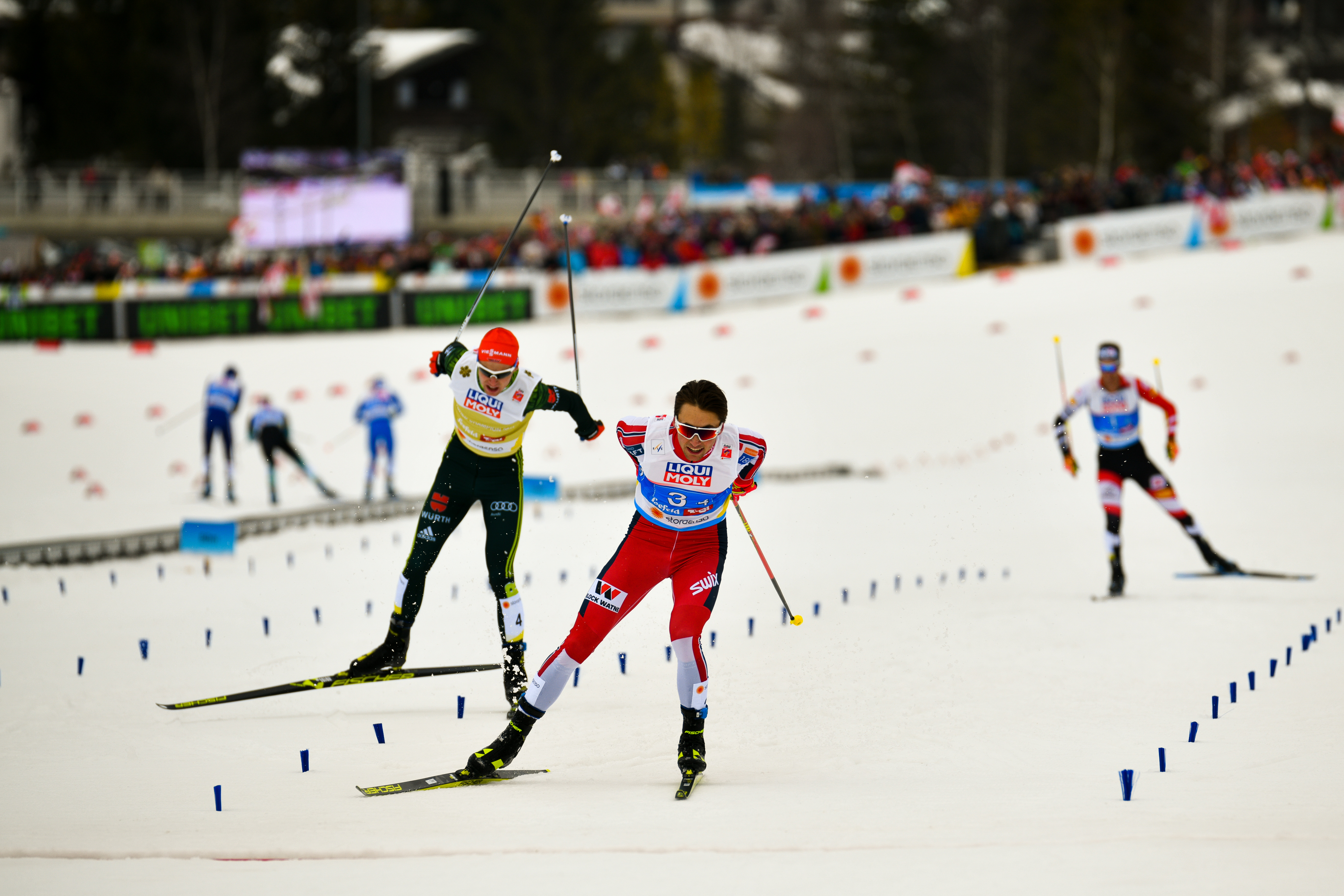
Geiger (links) im Zielsprint gegen Riiber bei den Weltmeisterschaften 2019

Im Sommer 2018 gewann Geiger am 24. August in Oberstdorf seinen ersten Wettbewerb im Grand Prix, in dessen Gesamtwertung er den sechsten Rang belegte. Zum Auftakt in die Weltcup-Saison 2018/19 gewann Geiger gemeinsam mit Eric Frenzel, Fabian Rießle und Johannes Rydzek mit großem Vorsprung den Teamwettbewerb im finnischen Ruka. Im weiteren Saisonverlauf setzte sich jedoch das norwegische Team um Spitzenathlet Jarl Magnus Riiber als beste Nation durch. Die deutschen Athleten konnten daher nur vereinzelt Erfolge erzielen. Für Vinzenz Geiger stellte die Saison dennoch einen weiteren Schritt nach vorne dar. So etablierte er sich mit konstanten Ergebnissen unter den besten Zehn in der Weltspitze. Schließlich brachte er sich am 13. Januar 2019 in Val di Fiemme nach dem Springen in eine gute Ausgangsposition, die er mit der besten Laufzeit nutzte und seinen ersten Weltcupsieg feierte. Dabei wurden bereits Geigers Fähigkeiten im Schlussanstieg deutlich, wo er in der Lage war, mit einer hohen Frequenz eine Lücke zu seinem Konkurrenten um den Tagessieg zu reißen. In den folgenden Wochen lief er zwei weitere Male aufs Podest und fuhr so als Mitfavorit auf die Medaillenränge zu den Nordischen Skiweltmeisterschaften 2019 in Seefeld. Diesen Erwartungen konnte er nicht vollständig gerecht werden, wobei er mit den Rängen zwölf und vierzehn in den Einzelwettbewerben Platzierungen unter den besten 15 erzielte. Diese Leistungen reichten aus, um für den Staffelwettbewerb nominiert zu werden. Nach dem Springen lag das deutsche Team um Johannes Rydzek, Eric Frenzel, Fabian Rießle und ihm auf dem dritten Rang in aussichtsreicher Position. Geiger wurde als Schlussläufer eingesetzt und fand sich auf der letzten Runde in der Spitzengruppe mit dem Österreicher Lukas Klapfer sowie dem Topfavoriten Jarl Magnus Riiber wieder. Am letzten Anstieg konnte sich Riiber die entscheidenden Meter sichern und so das deutsche Team mit einer Sekunde Rückstand auf den Silberrang verweisen. „Meine Taktik war, hinter Jarl in die letzte Abfahrt zu gehen und aus dem Windschatten zu kommen. Aber er hat einen taktischen Schritt gemacht und da habe ich ein bisschen geschlafen. Jarl machte zwei bis drei Meter gut. Ich kam nicht in den Windschatten und konnte dann nicht mehr aufholen“, so der unterlegene Geiger nach dem Rennen. Vor dem letzten Weltcup-Wochenende in Schonach konnte sich Geiger noch Chancen auf das Podest im Gesamtweltcup ausrechnen, doch landete er letztlich nach dem vierten Platz am ersten Wettkampftag beim abschließenden Gundersen Einzel außerhalb der Punkteränge und wurde somit Fünfter in der Gesamtwertung.
Im Winter 2019/20 konnte Geiger an seine Vorjahresleistungen anknüpfen und gehörte konstant zu den besten zehn Athleten im Weltcup. Bereits an den ersten beiden Wettkampfwochenenden gelangen ihm zwei Podestplätze, doch tat sich bis dato für keinen Kombinierer die Chance auf, den dominierenden Jarl Magnus Riiber zu schlagen. Diese Möglichkeit eröffnete sich beim sechsten Einzelwettkampf der Saison in Ramsau, als Riiber erstmals nicht den Kombinationssprunglauf für sich entscheiden konnte. Geiger fand sich in einer aussichtsreichen Position wieder und konnte beim Lauf im dichten Schneetreiben seine Stärke am Schlussanstieg ausspielen. Bei seinem Antritt konnte ihm lediglich Riiber folgen, mit dem Geiger auf die Zielgerade ging. Dort erwies sich Geiger als etwas stärker und feierte so seinen zweiten Weltcup-Sieg. „Es fühlt sich richtig richtig gut an ganz oben zu stehen. Diesen Winter hatte ich bislang noch nicht so den Kontakt zu Riiber gehabt, aber heute hat es geklappt“, so Geiger. Tags darauf erreichte er als Dritter zum zehnten Mal das Podest im Weltcup. Mitte Januar setzte er im Val di Fiemme seine Erfolgsserie fort und belegte zunächst hinter Riiber den zweiten Rang. Beim zweiten Gundersen-Wettkampf gelang es Geiger erneut, Riiber in der Zielgeraden zu schlagen, wohingegen er am dritten Wettkampftag im Teamsprint gemeinsam mit Fabian Rießle Zweiter hinter dem norwegischen Team wurde. Im weiteren Saisonverlauf erzielte Geiger weitere Spitzenergebnisse, sodass er letztlich zehn Podestplätze in der Saison vorzuweisen hatte und somit zum Saisonabschluss als bester DSV-Athlet auf dem dritten Rang der Gesamtweltcupwertung stand.
Als Mitfavorit zu den Heimweltmeisterschaften 2021 in Oberstdorf
Bei den deutschen Meisterschaften 2020 in Oberstdorf holte Geiger als Zweiter hinter Fabian Rießle seine erste nationale Einzelmedaille. Darüber hinaus gewann er gemeinsam mit Jakob Lange Bronze im Teamsprint. Zum Auftakt in die Weltcup-Saison 2020/21 stand die Ruka Tour an. Zunächst hatte Geiger Schwierigkeiten, zu seiner gewohnten Sprungform zu gelangen, weshalb er an den ersten beiden Tagen als 32. und 20. nicht an die Vorjahresleistung anknüpfen konnte. Beim dritten Wettkampf des Wochenendes belegte Geiger den sechsten Rang. Nachdem aufgrund der COVID-19-Pandemie die Wettkämpfe in Lillehammer abgesagt wurden, traf sich der Weltcup-Zirkus erst nach dreiwöchiger Pause in der Ramsau wieder. An diesem Austragungsort hatte Geiger schon einige Erfolge gefeiert und auch im Dezember 2020 wurde seine Affinität zur W90-Mattensprunganlage und der dortigen Loipe deutlich. So setzte sich Geiger beide Male gegen Jarl Magnus Riiber durch und gewann beide Rennen. Nach einer weiteren dreiwöchigen Pause bestätigte er die Ramsauer Erfolge mit zwei dritten Plätzen in Val di Fiemme, womit er sich im Zwischenstand des Gesamtweltcups auf den zweiten Rang schob. Am darauffolgenden Wochenende verpasste er gemeinsam mit Fabian Rießle im Zielsprint gegen Norwegen den Sieg im Teamsprint. Ende Januar startete Geiger mit einem dritten Rang ins Nordic Combined Triple in Seefeld, ehe er bei den verbleibenden beiden Wettkämpfen jeweils Fünfter wurde. Am ersten Wettkampfwochenende im Februar gewann Geiger beide Rennen im Klingenthal und behauptete sich so auf dem zweiten Rang in der Gesamtweltcupwertung. Vor dem Hintergrund dieser Leistungen galt Geiger im Vorfeld der Nordischen Skiweltmeisterschaften 2021 in seiner Heimat Oberstdorf als Mitfavorit. Beim Auftaktwettbewerb von der Normalschanze und über zehn Kilometer lag Geiger nach dem Springen bereits über eine Minute hinter dem Führenden. Auf der ersten Runde versuchte Geiger daher schnell den Anschluss an die erste Verfolgergruppe zu finden, doch konnte er sein hohes Anfangstempo nicht halten und fiel wieder zurück. Schließlich kam Geiger als Vierzehnter ins Ziel. Zwei Tage später gewann er gemeinsam mit Terence Weber, Fabian Rießle und Eric Frenzel Silber im Team: „Es ist eine Riesenerleichterung, eine Medaille im Gepäck zu haben. Es ist eine Riesenehre, für Deutschland zu laufen“, so der Oberstdorfer nach dem Rennen. Auch beim Einzelwettbewerb von der Großschanze kam Geiger mit der Schanze nicht zurecht und lag nach dem Sprunglauf bereits mehr als drei Minuten zurück, lief dann aber auf der Loipe von Rang 25 noch auf 15 vor. Geiger kam daher im Teamsprint nicht zum Einsatz, was er zwar als enttäuschend, aber auch als nachvollziehbar einstufte. Zum Saisonabschluss belegte er in Klingenthal die Ränge 15 und 6 und sicherte sich den zweiten Platz im Gesamtweltcup hinter Jarl Magnus Riiber und vor Akito Watabe. In den Disziplinenwertungen wurde er Vierzehnter im Skispringen sowie Dritter im Langlauf.
Olympiasieger 2022 in Zhangjiakou
Bei den olympischen Winterspielen 2022 in Peking wurde Geiger nach den positiven Covid-19-Testergebnissen seiner Teamkollegen Eric Frenzel und Terence Weber als enge Kontaktperson eingestuft und daher separiert. Dennoch durfte er am Gundersen Einzel von der Normalschanze teilnehmen. Beim in Zhangjiakou durchgeführten Wettbewerb ging Geiger mit 1:26 Minuten Rückstand auf den Führenden auf die Loipe. Beim Langlauf gelang Geiger am letzten Anstieg der Anschluss, zog auf Anhieb vorbei und gewann die Goldmedaille. Im Teamwettbewerb konnte er mit Julian Schmid, Eric Frenzel und Manuel Faißt die Silbermedaille gewinnen. Die Weltcup-Saison konnte Geiger auf dem 3. Platz abschließen. Damit hat er sich endgültig in der Weltspitze etabliert und im dritten Jahr in Folge eine Top-3-Platzierung erreicht.
Zu Beginn der Weltcup-Saison 2024/25 erreichte Geiger bei allen drei Rennen der Ruka Tour das Podest, den Massenstart am dritten Tag gewann er. Erstmals in seiner Karriere streifte er sich anschließend das gelbe Trikot des Gesamtweltcupführenden über. Am folgenden Wochenende in Lillehammer musste Geiger das Leibchen an Jarl Magnus Riiber abgeben. Seine Form untermauerte er dennoch mit seinem ersten Sieg in einem Compact-Rennen, einem in der Vorsaison eingeführten Wettkampfformat im Einzel. In Ramsau feierte er seinen dritten Saisonsieg. Am 2. Februar 2025 setzte er sich im Zielsprint gegen Riiber, Jens Lurås Oftebro und Ilkka Herola durch und krönte sich so zum Sieger des Noric Combined Triple in Seefeld. Bei den Nordischen Skiweltmeisterschaften 2025 in Trondheim gewann Geiger vier Medaillen: Gemeinsam mit seinen Oberstdorfer Vereinskollegen Johannes Rydzek, Wendelin Thannheimer und Julian Schmid wurde er Weltmeister in der Staffel, im Mixed-Team gewann er Silber und in den Einzelrennen holte er jeweils Bronze. Im Weltcup gewann er als bester Athlet im Compact-Format die kleine Kristallkugel. Da Jarl Magnus Riiber auf einen Start in Lahti verzichtete, stand Geiger bereits nach dem vorletzten Weltcup-Wochenende in Oslo als Gesamtweltcupsieger 2024/25 fest.

## Sonstiges
Geiger gehört seit August 2017 dem Zoll-Ski-Team an. Seit dem Oktober 2020 betreibt er gemeinsam mit der ehemaligen Biathletin Corinna Horn sowie dem Journalisten Moritz Batscheider den Podcast „Ski Happens“.

## Privates
2024 heiratete Geiger seine Freundin Lisa. Geigers Vater war stellvertretender Vorsitzender des SC Oberstdorf und Mitglied im Organisationskomitee der Nordischen Skiweltmeisterschaften 2021. Mit der ehemaligen deutschen Skirennläuferin Christina Ackermann (geborene Geiger), die ebenfalls Mitglied des SC Oberstdorf ist, ist er nicht verwandt. Mit dem Skispringer Karl Geiger ist Vinzenz Geiger hingegen entfernt verwandt, beide haben denselben Urgroßvater. Geiger besuchte das Gertrud-von-le-Fort-Gymnasium Oberstdorf, das er mit dem Abitur abschloss. Die letzten drei Schuljahre war er gemeinsam mit der Skispringerin Katharina Schmid in einer Klasse.

## Erfolge

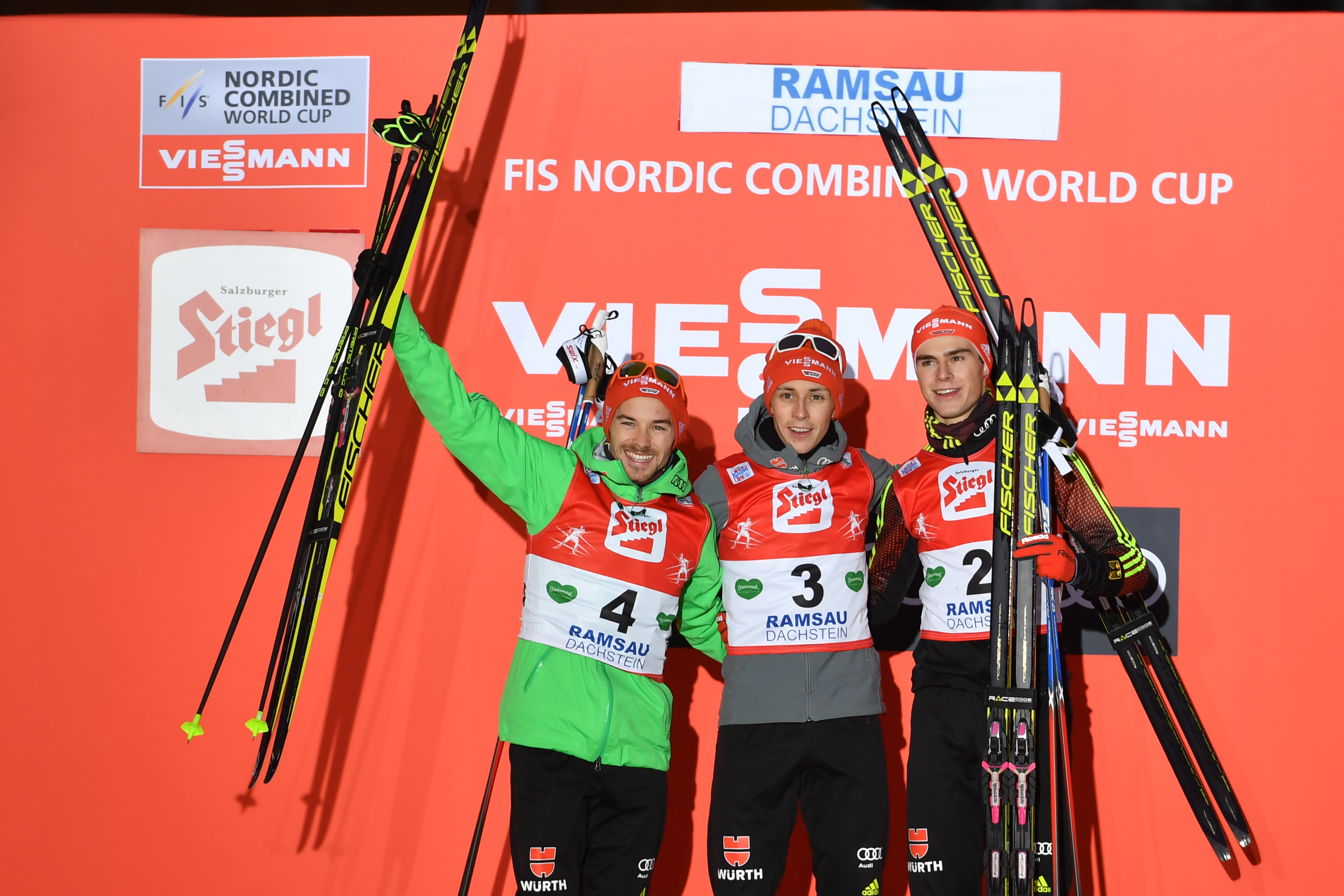
Geiger (rechts) bei seinem ersten Weltcup-Podest 2016 in der Ramsau

### Weltcupsiege im Einzel
| Nr. | Datum             | Ort           | Disziplin                 |
| --- | ----------------- | ------------- | ------------------------- |
| 1.  | 13. Januar 2019   | Val di Fiemme | Gundersen Großschanze     |
| 2.  | 21. Dezember 2019 | Ramsau        | Gundersen Normalschanze   |
| 3.  | 11. Januar 2020   | Val di Fiemme | Gundersen Normalschanze   |
| 4.  | 19. Dezember 2020 | Ramsau        | Gundersen Normalschanze   |
| 5.  | 20. Dezember 2020 | Ramsau        | Gundersen Normalschanze   |
| 6.  | 6. Februar 2021   | Klingenthal   | Gundersen Großschanze     |
| 7.  | 7. Februar 2021   | Klingenthal   | Gundersen Großschanze     |
| 8.  | 9. Januar 2022    | Val di Fiemme | Gundersen Normalschanze   |
| 9.  | 29. Januar 2022   | Seefeld       | Gundersen Normalschanze 1 |
| 10. | 17. Dezember 2022 | Ramsau        | Gundersen Normalschanze   |
| 11. | 1. Dezember 2024  | Ruka          | Massenstart Großschanze   |
| 12. | 8. Dezember 2024  | Lillehammer   | Compact Großschanze       |
| 13. | 21. Dezember 2024 | Ramsau        | Gundersen Normalschanze   |
| 14. | 2. Februar 2025   | Seefeld       | Gundersen Normalschanze 2 |
| 15. | 8. Februar 2025   | Otepää        | Gundersen Normalschanze   |
| 16. | 9. Februar 2025   | Otepää        | Compact Normalschanze     |
| 17. | 15. März 2025     | Oslo          | Gundersen Großschanze     |

### Weltcupsiege im Team
| Nr. | Datum             | Ort           | Disziplin                |
| --- | ----------------- | ------------- | ------------------------ |
| 1.  | 13. Januar 2018   | Val di Fiemme | Teamsprint Großschanze 1 |
| 2.  | 25. November 2018 | Ruka          | Staffel Großschanze 2    |
| 3.  | 24. März 2023     | Lahti         | Teamsprint Großschanze 3 |

### Grand-Prix-Siege im Einzel
| Nr. | Datum             | Ort            | Disziplin               |
| --- | ----------------- | -------------- | ----------------------- |
| 1.  | 24. August 2018   | Oberstdorf     | Gundersen Großschanze   |
| 2.  | 1. September 2021 | Oberwiesenthal | Gundersen Normalschanze |

### Continental-Cup-Siege im Einzel
| Nr. | Datum            | Ort    | Disziplin               |
| --- | ---------------- | ------ | ----------------------- |
| 1.  | 13. Februar 2016 | Ramsau | Gundersen Normalschanze |
| 2.  | 14. Februar 2016 | Ramsau | Gundersen Normalschanze |

## Statistik

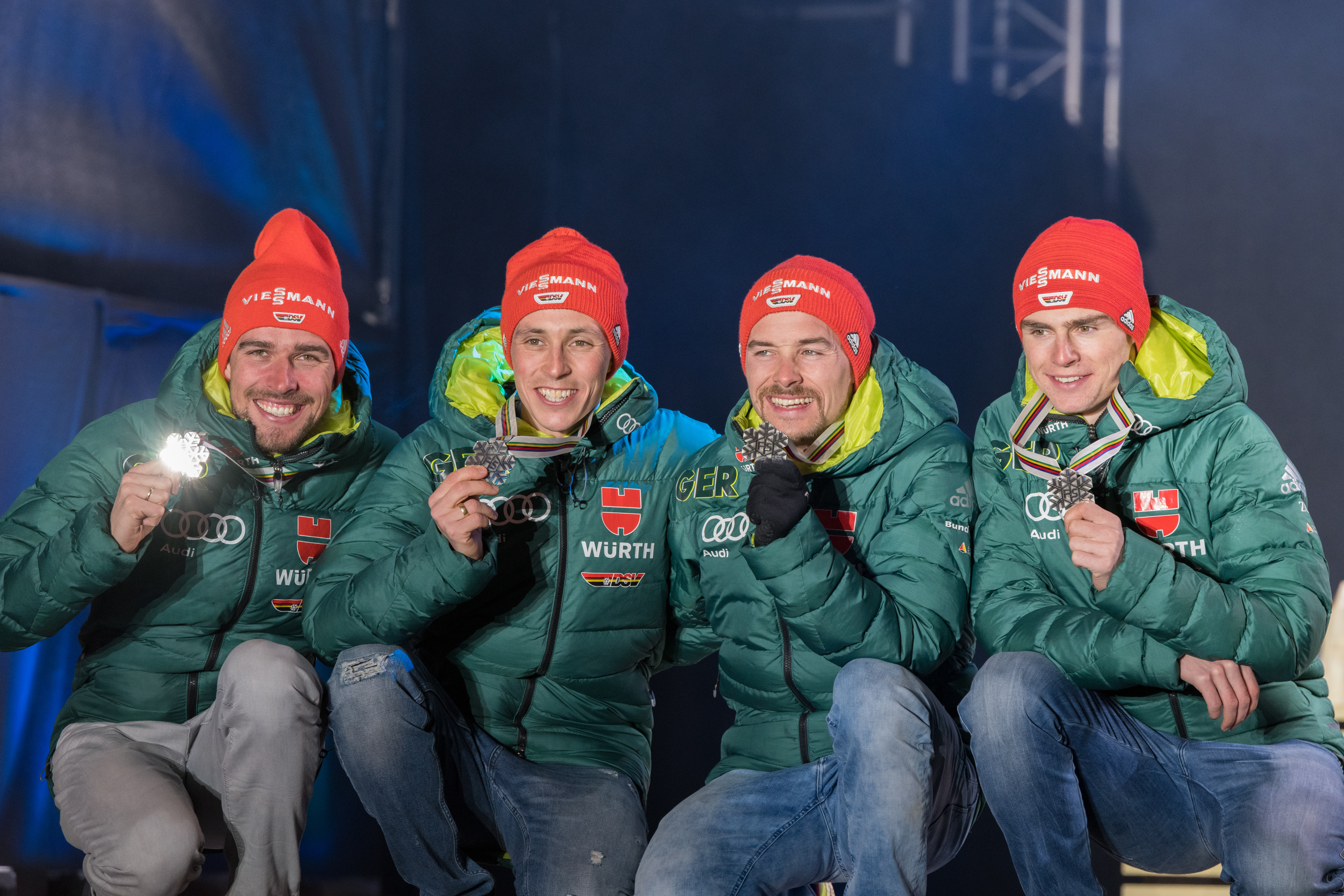
Geiger (rechts) bei der Siegerehrung bei den Weltmeisterschaften 2019 in Seefeld

### Platzierungen bei Olympischen Winterspielen
| Jahr und Ort     | Wettbewerb   | Wettbewerb   | Wettbewerb |
| Jahr und Ort     | Gundersen NS | Gundersen GS | Team       |
| ---------------- | ------------ | ------------ | ---------- |
| 2018 Pyeongchang | 09.          | 07.          | 01.        |
| 2022 Peking      | 01.          | 07.          | 02.        |

### Platzierungen bei Weltmeisterschaften

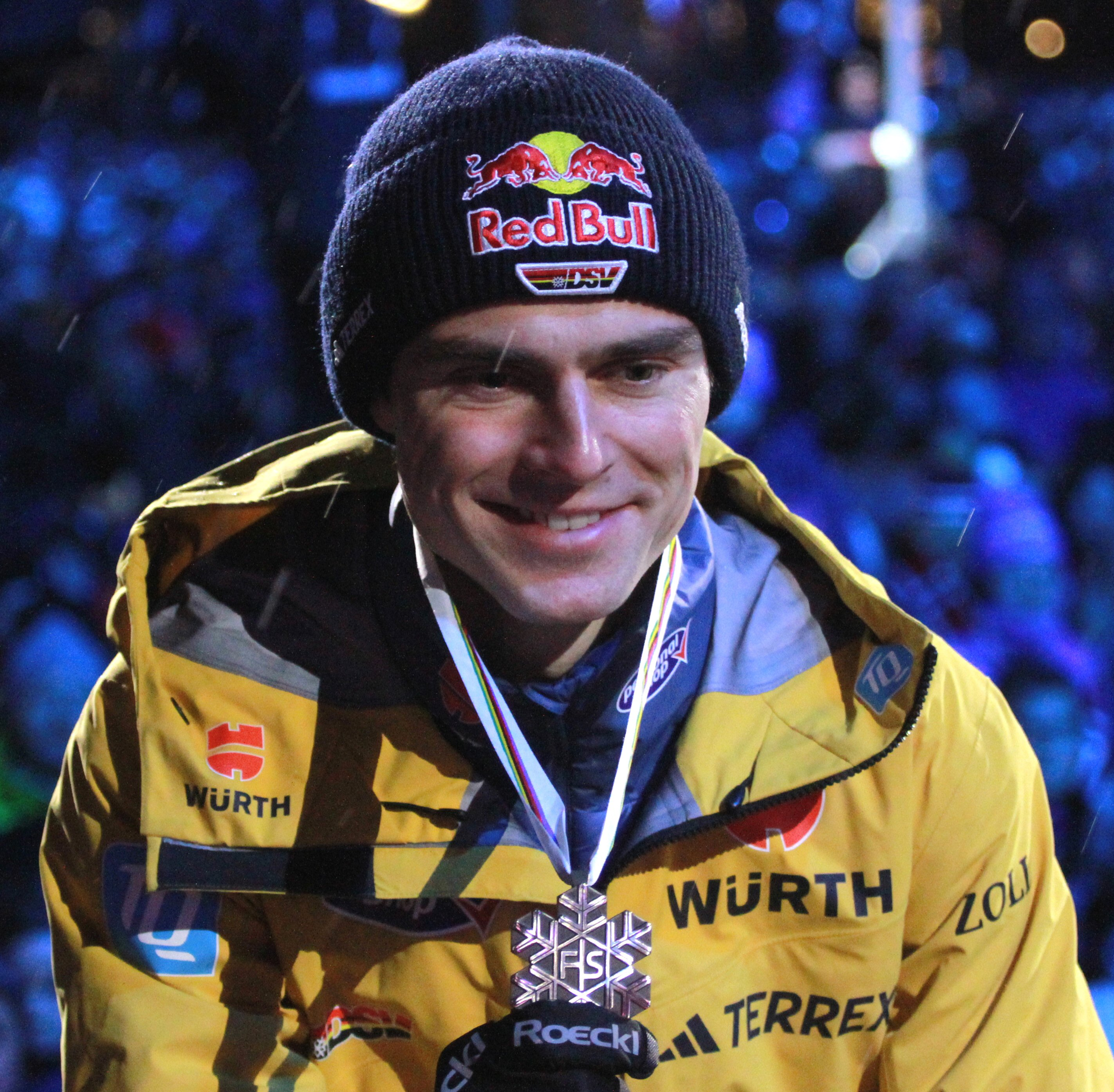
Geiger freut sich über Bronze bei der WM 2025 in Trondheim

| Jahr und Ort    | Wettbewerb | Wettbewerb | Wettbewerb | Wettbewerb | Wettbewerb |
| Jahr und Ort    | Einzel NS  | Einzel GS  | Team       | Teamsprint | Mixed-Team |
| --------------- | ---------- | ---------- | ---------- | ---------- | ---------- |
| 2019 Seefeld    | 14.        | 12.        | 02.        | —          | —          |
| 2021 Oberstdorf | 14.        | 15.        | 02.        | —          | —          |
| 2023 Planica    | 04.        | 14.        | 02.        | —          | 02.        |
| 2025 Trondheim  | 03.        | 03.        | 01.        | —          | 02.        |

### Weltcup-Platzierungen
| Saison  | Platz | Punkte |
| ------- | ----- | ------ |
| 2015/16 | 51.   | 013    |
| 2016/17 | 20.   | 287    |
| 2017/18 | 12.   | 471    |
| 2018/19 | 05.   | 803    |
| 2019/20 | 03.   | 917    |
| 2020/21 | 02.   | 810    |
| 2021/22 | 03.   | 979    |
| 2022/23 | 07.   | 693    |
| 2023/24 | 11.   | 811    |

### Grand-Prix-Platzierungen
| Saison | Platz | Punkte |
| ------ | ----- | ------ |
| 2015   | 23.   | 043    |
| 2016   | 36.   | 015    |
| 2017   | 28.   | 048    |
| 2018   | 06.   | 179    |
| 2019   | 24.   | 073    |
| 2021   | 04.   | 220    |
| 2022   | 32.   | 024    |

### Continental-Cup-Platzierungen
| Saison  | Platz | Punkte |
| ------- | ----- | ------ |
| 2014/15 | 67.   | 026    |
| 2015/16 | 07.   | 459    |

### Platzierungen beideutschen Meisterschaften
| 2013 Oberstdorf   | 27. | 16. |
| 2014 Hinterzarten | 14. | 06. |
| 2015 Oberstdorf   | 07. | 03. |
| 2016 Oberhof      | 07. | 05. |
| 2017 Klingenthal  | 04. | 02. |
| 2018 Hinterzarten | 13. | DNS |
| 2020 Oberstdorf   | 02. | 03. |
| 2021 Oberhof      | 07. | 04. |
| 2022 Hinterzarten | DNS | —   |

## Auszeichnungen
- Goldener Ski des Deutschen Skiverbands 2020,[18] 2021, 2022
- Silbernes Lorbeerblatt 2018 und 2022[19]